# تیتو پوئنته
ارنست آنتونی پوئنته جونیور (انگلیسی: Ernest Anthony Puente Jr؛ زاده ۲۰ آوریل ۱۹۲۳ درگذشته ۱ ژوئن ۲۰۰۰) که بیشتر با نام تیتو پیونته شناخته می‌شود موسیقی‌دان اهل ایالات متحده آمریکا، ترانه نویس، رهبر گروه، و تولید کننده با اصل و نسب پورتوریکویی بود. او به خاطر موسیقی‌های رقص مامبو و جاز لاتین‌اش که در طی پنجاه سال فعالیتش تولد کرد مشهور است. مشهورترین آهنگ او اویه کومو وا می‌باشد.